# 釜山鎮の戦い
釜山鎮の戦い（ふざんちんのたたかい、プサンちんのたたかい）は、文禄元年4月13日（1592年）、釜山における日本軍と朝鮮軍との戦闘である。
この戦いはほぼ同時に行われた多大鎮の戦いとともに、文禄・慶長の役における最初の戦闘であった。

## 概要
朝鮮における橋頭堡を確保するとともに、釜山沿岸の制海権を得るため、対馬の領主で朝鮮の事情に詳しかった宗義智の知識に基づいて戦略が練られた。それは軍を分けて、釜山の本城及び、多大鎮及び西平浦の港にある砦に同時に攻撃をかけるというものであった。
4月12日（西暦1592年5月23日）、渡海した日本軍は攻撃前に城内に書状を送り仮途入明を要求したが、辺将の釜山僉使鄭撥が黙殺したため、翌13日朝6時、宗義智は釜山の城壁に攻め寄せた。他方、分かれた小西行長は、この時、多大鎮の砦の襲撃を率いていた。
鄭撥は味方の軍船を沈め、兵民とともに城に籠った。
日本軍は火縄銃の援護を受けながら、城壁に梯子を掛けて攻め込み、戦の経験豊富な日本兵は朝鮮側の防衛を圧倒した。宗義智による攻撃を受けた後、朝鮮軍は二次防衛線まで後退。朝鮮側の鄭撥は、弓手を再編成して反撃したが、この時はすでに朝鮮側は三次防衛線まで後退していた。数時間の戦闘の後、朝鮮軍は矢を使い果たし、日本軍も損害を受けたため部隊を再編成した後、攻撃を再開した。鄭撥が被弾して戦死し、朝鮮兵の間で戦意が失われていき、13日午前8時頃には城内に攻め入られ、副使の李庭憲を含む朝鮮側将兵は多くが打ち取られた。
朝鮮側の軍民はほとんど全て撫で斬りにあったと思われ、この戦いに参加していた松浦鎮信の家臣吉野甚五左衛門の従軍記『吉野日記』には、攻略後は戸板の下に隠れていた兵士も探し出して、ひれ伏した兵士も踏み殺し、「女男も犬猫もみなきりすて、きりくびは3萬ほど」であったと生々しく書かれており、今思えば武士とは「鬼おそろしや」と感想を残している。
釜山とは山を隔てて反対側に位置する左水営を拠点とする水軍の将である慶尚左水使朴泓は、山頂から釜山城が攻撃されているのを見て驚愕し、救援には向かわず任地も軍船も放棄して、そのまま逃亡した。隣の管区の水軍の将で、巨済島の右水営から急行してきた慶尚右水使元均は、当地は混乱状態で兵士が集まらず戦うことは不可能と考え、慶尚道に属した2つ水軍の100隻あまりの軍艦と火砲を海に沈め、自らは側近と数隻の船に乗って、昆陽まで退却した。
こうして日本軍は釜山を占領した。釜山はもともと交易に来た日本人住民が多く住んでいた。この時から戦争が終結するまで、釜山は日本の輸送基地となり、対馬から兵員や食料を輸送し続けた。

## その後
釜山陥落により、日本の第1軍はその最初の目標を達成した。しかし橋頭堡を守る為には釜山から数km北にある東萊城を攻略する必要があった。14日の早朝、宗義智は損害を受けた軍を率いて東萊城を攻撃した。この電撃的な攻撃が、文禄・慶長の役の火蓋を切ったのである。

## 異説
朝鮮側史料に全く違う記録があり、『宣祖実録』においては、鄭撥は島にいて倭船を見たが敵とは思わず、また日本から使節が来たと思って防備をとらないでいたら、翌日、彼が城に帰り着く前に攻城戦が始まり、急行したものの乱戦で死亡したと書いてある。彼が奮戦した内容があるのは『宣祖寶鑑』とそれを基にした書籍である。
鄭撥は後に忠烈公に叙されており、都合の悪い内容は改変された可能性も指摘される。『西征日記』によれば戦闘はわずか2時間であり、『寄斎雑記』（朴東亮）には「鄭撥は宿酔未だとけず、一矢も放たず死す」とも書かれており、奮戦は虚飾であるという説もある。